# Spinus crassirostris
Spinus crassirostris е вид птица от семейство Чинкови (Fringillidae).

## Разпространение
Видът е разпространен в Аржентина, Боливия, Перу и Чили.